# Papa Honório II
O Papa Honório II (Lamberto Scannabecchi) foi eleito em 21 de Dezembro de 1124 através de um «suborno» aceito pela família Pierloni. Foi mais um Papa reformista. Promoveu a renovação moral e espiritual da Igreja e demonstrou bondade para com as ordens religiosas mais novas que combinavam a vida contemplativa com a ativa. Persuadiu ainda o rei da França, Luís VI, a resolver diferenças hierárquicas e assegurou a admissão de núncios apostólicos para a Inglaterra.
Foi no seu mandato e seu consentimento, em 1129, no Concílio de Troyes, que se estabeleceu a regra da Ordem dos Templários.
Morreu em 13 de Fevereiro de 1130, no mosteiro de São Gregório no Monte Célio. Depois da eleição de Inocêncio II, seu corpo foi levado para a Arquibasílica de São João de Latrão.